# خرداد یشت
خرداد یشت نام یشت چهارم در کتاب اوستا می‌باشد که در ستایش هیوروتات یا همان خرداد امشاسپند سروده شده‌است. از این یشت گزارش پهلوی در دست نیست و متن در دسترس کنونی افتادگی‌های زیادی دارد. این یشت که یازده بند آن اکنون در دست است در جشن خردادگان مورد استفاده قرار می‌گرفته‌است.
بند چهارم از لحاظ عادات و رسومی که امروزه در میان عوام باقی است، قابل توجه است. امروزه اگر کسی دچار صرع و غش شود
پندار عامیانه بر این باور است که جن یا پری وجود او را تسخیر کرده‌است. به همین جهت گرداگردش شیاری، دایره شکل با کارد یا چاقو یا هر چیز برنده دیگر می‌کشند و ادعیه ای می‌خوانند تا جن از کالبد جن زده بیرون رفته شفا یابد یا حالت عادی خود را بازیابد. در بند چهارم خردادیشت آمده‌است «هرگاه کسی از پاک دینان دچار بیماری شود باید خود یا هرگاه نتواند دیگران کلام مقدس را زمزمه کرده و شیاری دور بیمار کشیده شود تا در امان ماند و سلامت یابد.» یادکرد اسامی امشاسپندان موجب می‌شود که بلایا و آفات از گوینده و یادکننده دور شود.

## نمونه خرداد یشت
بند اول
اَهورهمَزدا به سِـپیتمان زَرتـُشت گفت:
من یاری و رستگاری و رامش و بهروزی خـُرداد را برای مردمان اَشـَوَن بیافریدم … (۱)
کسی که در میان اَمشاسپَندان، او را بستاید، بدان مانـَد که امشاسپندان بهمن و اَردیبهشت و شهریور و سپَندارمذ و خـُرداد و اَمُرداد را ستوده باشد.